# Hongkong op de Gemenebestspelen

Vlag van Hong Kong onder Brits bewind

Hongkong was een van de deelnemende landen aan de Gemenebestspelen (of Commonwealth Games). Ze namen deel aan deze spelen van 1934 tot en met 1994. Sinds 1997 maakt Hongkong deel uit van China en is dus geen lid van het gemenebest meer. Op hun 11 deelnames behaalden ze in totaal 17 medailles.

## Medailles
| Hongkong op de Gemenebestspelen | Hongkong op de Gemenebestspelen | Hongkong op de Gemenebestspelen | Hongkong op de Gemenebestspelen | Hongkong op de Gemenebestspelen | Hongkong op de Gemenebestspelen |
| ------------------------------- | ------------------------------- | ------------------------------- | ------------------------------- | ------------------------------- | ------------------------------- |
| Jaar                            | Goud                            | Zilver                          | Brons                           | Totaal                          | Rang                            |
| 1934                            | -                               | -                               | -                               | -                               | /                               |
| 1954                            | -                               | 1                               | -                               | 1                               | 14                              |
| 1958                            | -                               | -                               | -                               | -                               | /                               |
| 1962                            | -                               | -                               | -                               | -                               | /                               |
| 1970                            | 1                               | -                               | -                               | 1                               | 16                              |
| 1974                            | -                               | -                               | -                               | -                               | /                               |
| 1978                            | 2                               | -                               | -                               | 2                               | 11                              |
| 1982                            | 1                               | -                               | -                               | 1                               | 14                              |
| 1986                            | -                               | -                               | 3                               | 3                               | 11                              |
| 1990                            | 1                               | 1                               | 3                               | 5                               | 15                              |
| 1994                            | -                               | -                               | 4                               | 4                               | 22                              |